# Lysefjorden
Lysefjorden – fiord w gminie Forsand, w południowo-zachodniej Norwegii. Nazwa w tłumaczeniu z norweskiego oznacza jasny fiord i ma związek z jasno zabarwionymi skałami granitowymi leżącymi po obu stronach. Długość fiordu wynosi 42 km. Turystów przyciągają skaliste klify o wysokości nierzadko przekraczającej 1000 m niemal pionowo opadające do zatoki. Szczególnie popularnym miejscem wycieczek jest klif Preikestolen oraz znajdujący się po przeciwległej stronie fiordu szczyt Kjerag.
Z uwagi na nieprzyjazny teren okolice fiordu są bardzo słabo zaludnione. Wzdłuż jego biegu znajdują się zaledwie dwie osady – miasteczko Forsand oraz wioska Lysebotn. W związku z tym, że zbocza są najczęściej zbyt strome do jazdy samochodem głównym środkiem komunikacji są łodzie. Wyjątkiem jest niecodzienna – bardzo kręta (27 ostrych zakrętów) i stroma – droga prowadząca z Lysebotn, która pokonuje różnicę poziomów wynoszącą około 900 m. 
Duża część mieszkańców wioski Lysebotn, położonej na wschodnim końcu fiordu, jest zatrudniona w elektrowniach wodnych Nyse oraz Tjodan, wybudowanych w górach. W elektrowni Lyse woda spada z wysokości 620 m, napędzając turbiny o mocy 210 000 kW. W Tjodan – z wysokości 896 m (110 000 kW). Obie elektrownie produkują energię elektryczną dla ponad 100 tys. ludzi.